# Salle Le Peletier

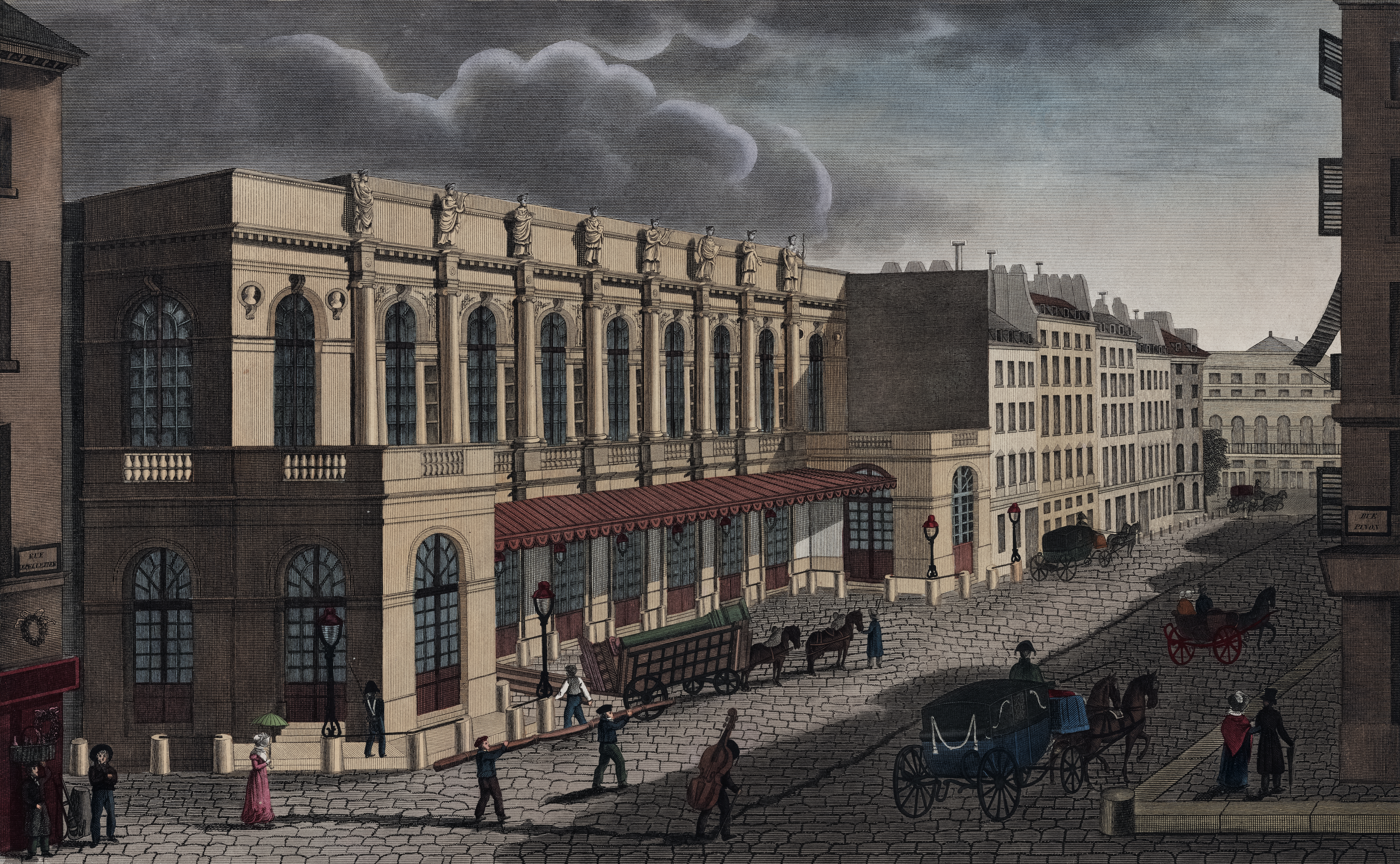
Théâtre de l’Académie royale de musique um 1821

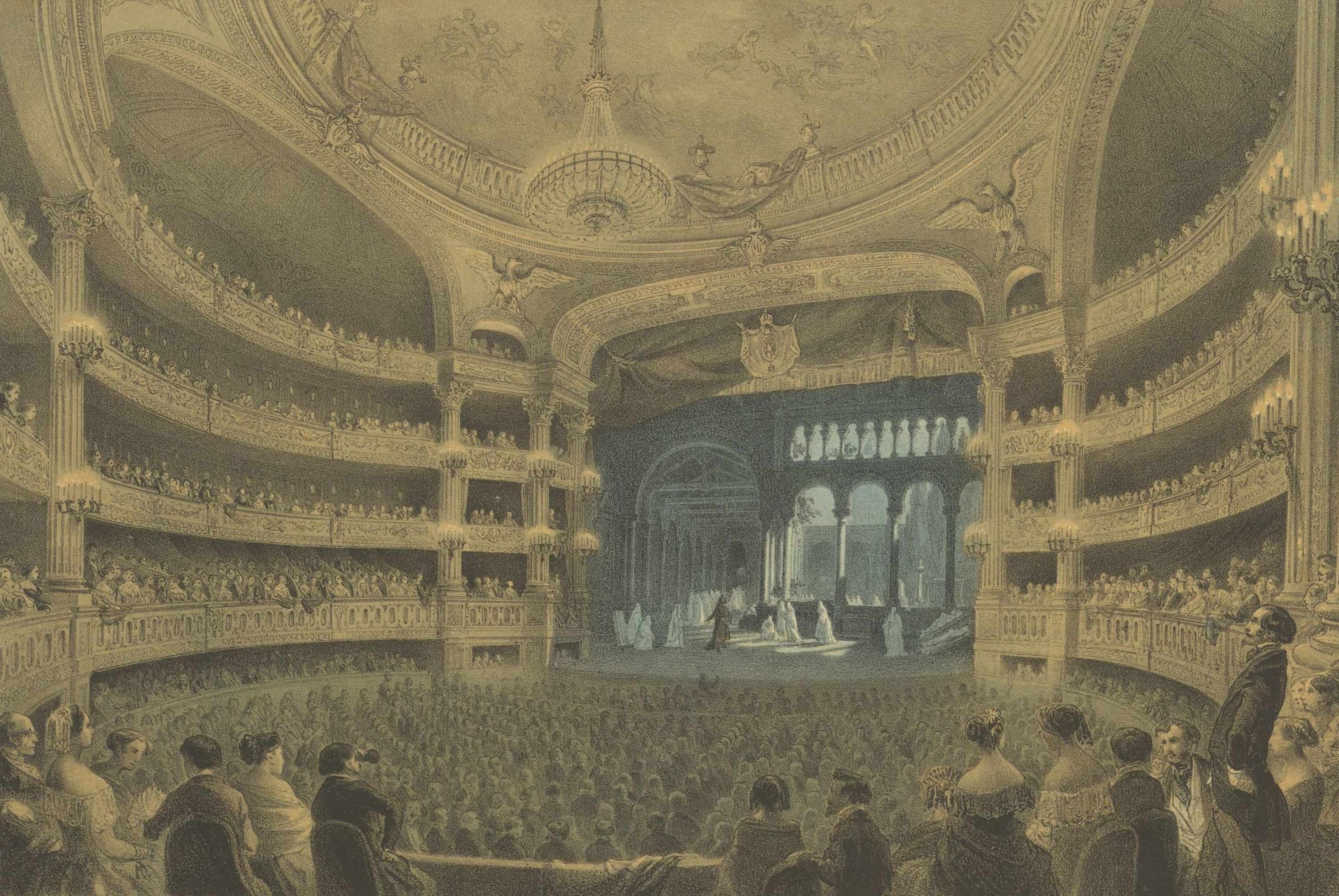
Aufführung von Robert le diable in der Salle Le Peletier, 1831

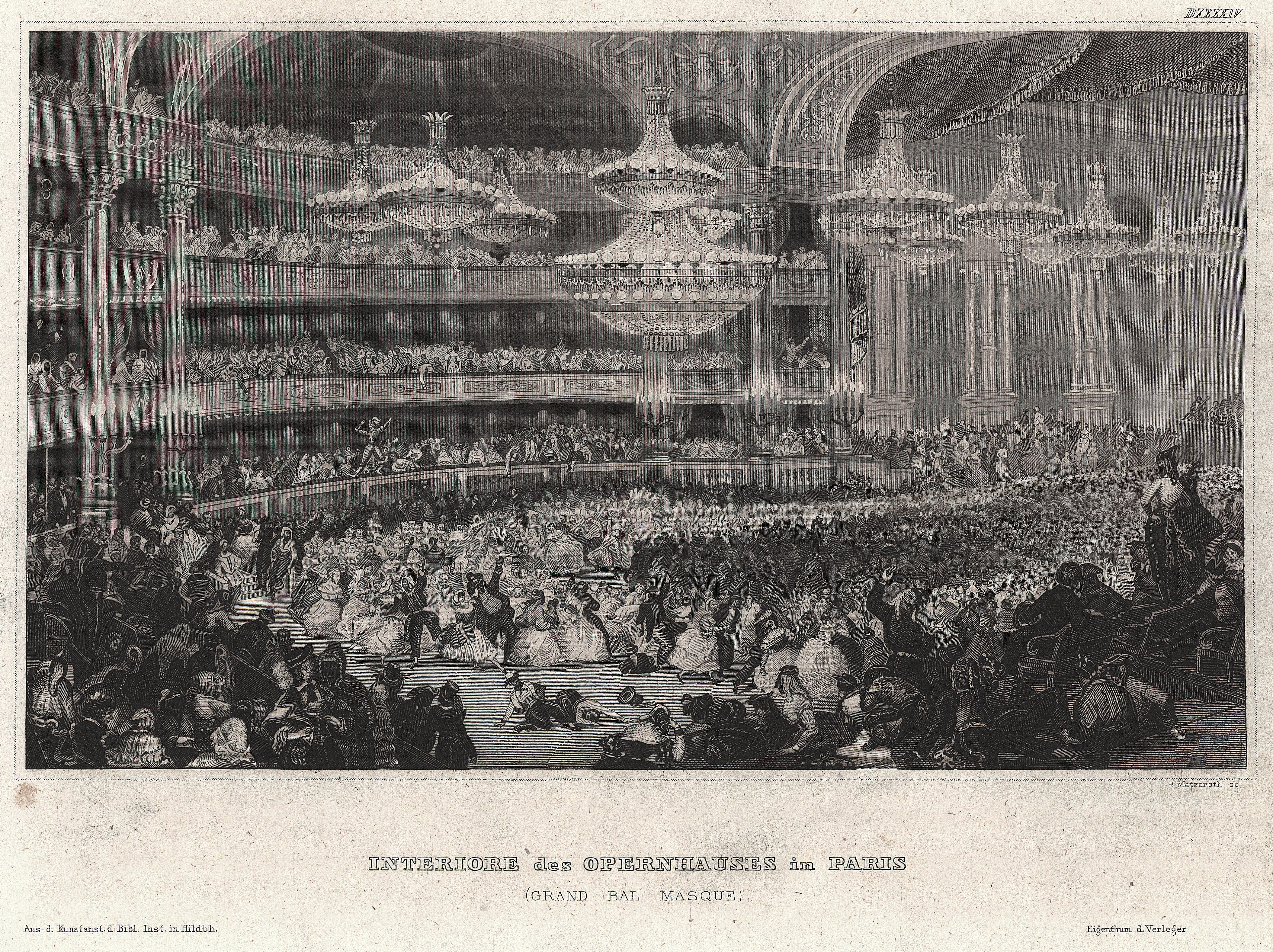
Ein Maskenball (ca. 1847)

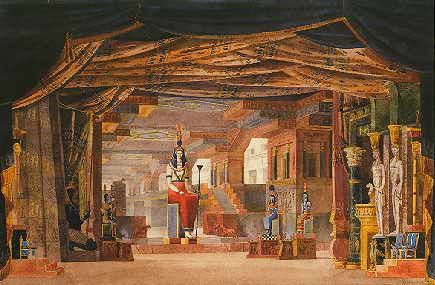
Rossini: Moïse et Pharaon 1827

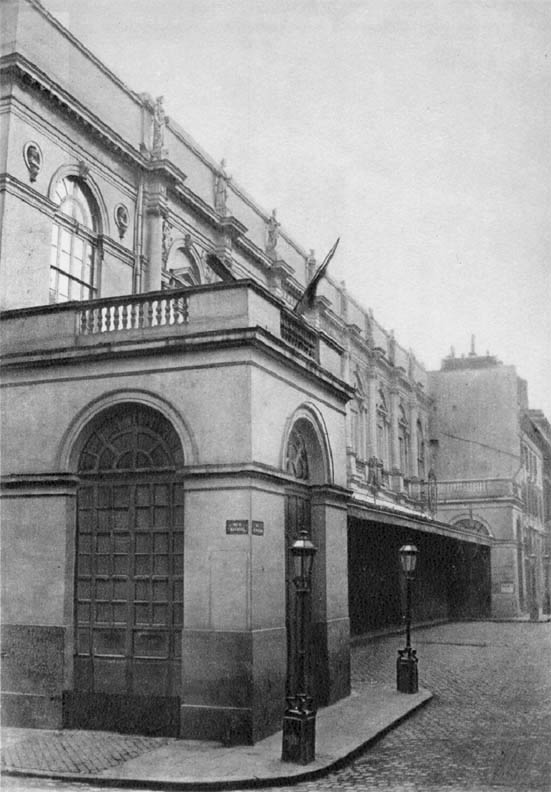
Blick aus der Rue Le Peletier (um 1870)

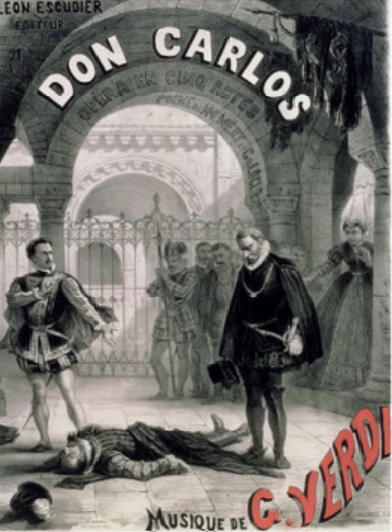
Don Carlos – Plakat von 1867

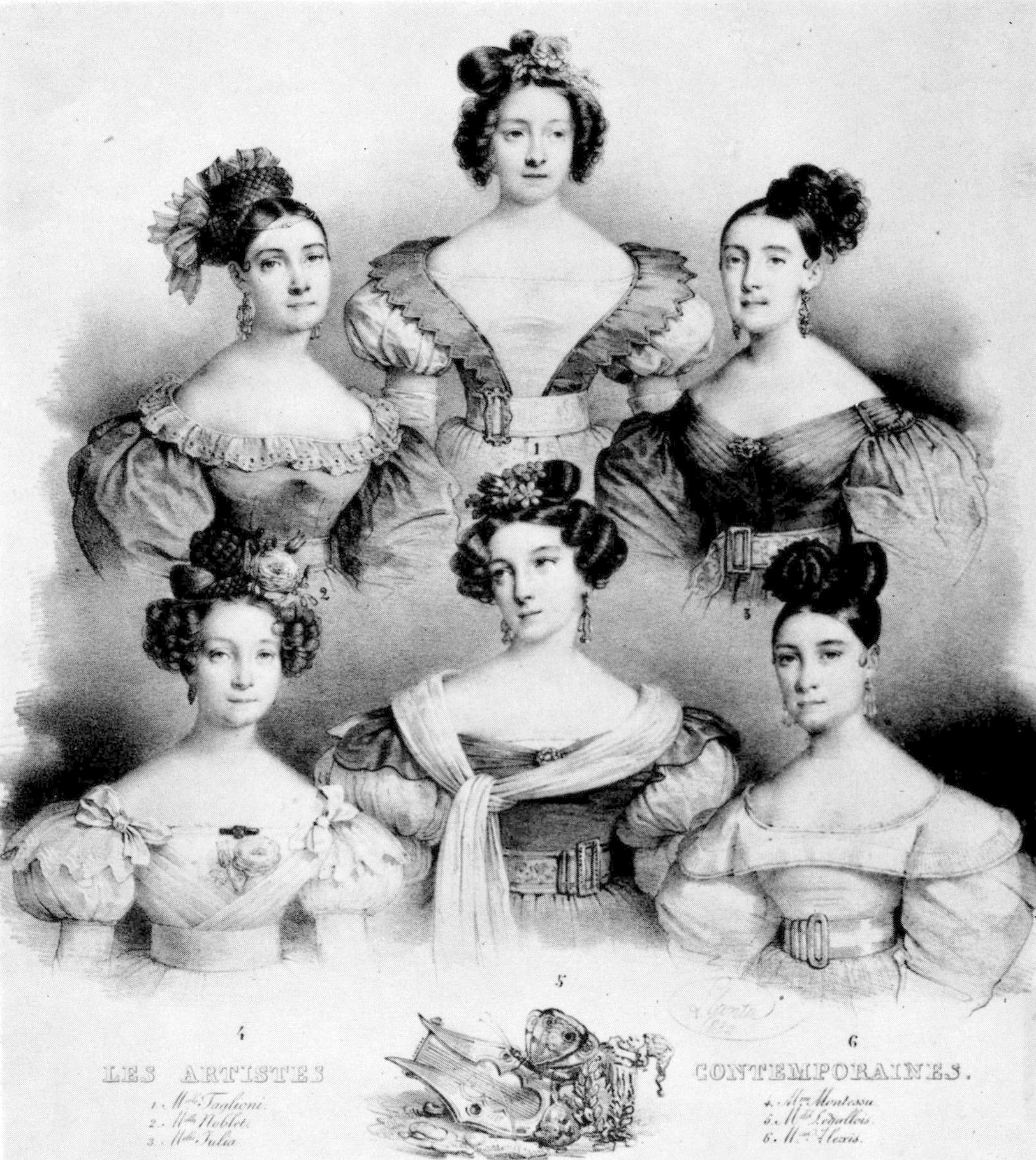
Ballerinen der Pariser Oper Le Peletier (im Uhrzeigersinn): Lise Noblet, Marie Taglioni, M^{lle} Julia [de Varennes], Alexis Dupont, Amélie Legallois und Pauline Montessu, premiers sujets, 1831.

Die Salle Le Peletier (manchmal auch als Salle de la rue Le Peletier oder die Opéra Le Peletier bezeichnet) war die Heimat der Pariser Oper von 1821 bis zum Bau des neuen Gebäudes Palais Garnier 1873.

## Geschichte
Das Theater wurde nach der Preisgabe des vorigen Hauses, Théâtre National de la rue de la Loi, von dem Architekten François Debret auf dem Gelände des ehemaligen Hôtel de Choiseul geplant und gebaut. Wegen der vielen Organisations- und Management-Veränderungen während des Bestehens dieser Institution hatte es eine Reihe von offiziellen Namen. Die wichtigsten waren:
- Théâtre de l’Académie Royale de Musique (1821–1848)
- Opéra-Théâtre de la Nation (1848–1850)
- Théâtre de l’Académie Nationale de Musique (1850–1852)
- Théâtre de l’Académie Impériale de Musique (1852–1854)
- Théâtre Impérial de l’Opéra (1854–1870)
- Théâtre National de L’Opéra (1870–1873)

Als der Neffe (und Thronfolger) von König Ludwig XVIII., Charles Ferdinand, Duc de Berry, in der Nacht vom 13. Februar 1820 vor dem ehemaligen Theater der Pariser Oper, der Salle de la rue de Richelieu, tödlich verletzt wurde, entschied der König, das Theater abzureißen, um an seiner Stelle eine Gedenkkapelle errichten zu lassen. Dieses Projekt wurde jedoch aufgrund der Revolution von 1830 nie durchgeführt. Heute nimmt die Fontaine Louvois auf dem Platz Louvois die Stelle ein, wo die Kapelle hätte gebaut werden sollen. Sehr bald nach dem Tod seines Neffen beauftragte der König den Architekten François Debret, ein neues Theater für die Opéra an der Rue Le Peletier zu entwerfen, die ein Jahr später fertiggestellt wurde. Während der Baumaßnahmen bespielten die Opern- und Ballettensembles das Théâtre Favart und die Salle Louvois.
Die Salle Le Peletier wurde am 16. August 1821 mit einem gemischten Programm eingeweiht, das mit der Hymne „Vive Henri IV“ begann und dann Charles Simon Catels Oper Les Bayadères und das Gardel-Ballett Le retour de Zéphire enthielt. Das Theatergebäude war als Provisorium aus Holz und Putz geplant, wurde von der Opéra dann aber für mehr als fünfzig Jahre verwendet. Viele der wichtigsten Opern und Ballette des 19. Jahrhunderts wurden zum ersten Mal auf dieser Bühne präsentiert.
Das Theater, das auf einer Fläche von 14.000 Quadratmetern mit einer Länge von 104 Metern errichtet wurde, war für seine Zeit sehr fortschrittlich. Am 6. Februar 1822 wurde zum ersten Mal Gas benutzt, um die Bühneneffekte in Nicolas Isouards Oper Aladin ou La lampe merveilleuse zu erzielen. Die Bühnenschräge und der Orchestergraben konnten entfernt werden, um das Auditorium in eine riesige Halle umzuwandeln, die große Bälle und andere Feierlichkeiten unterbringen konnte.
1858 war die Salle Le Peletier Schauplatz für eines der berühmtesten Spiele in der Geschichte des Schachs, das Opernspiel zwischen dem amerikanischen Meister Paul Morphy (Weiß) und zwei französischen Aristokraten, dem Herzog von Braunschweig und Graf Isouard. Das Spiel wurde in der privaten Loge des Herzogs während einer Aufführung von Bellinis Norma gespielt.
Als Kaiser Napoleon III. am 14. Januar 1858 zusammen mit Kaiserin Eugénie die Oper besuchte, scheiterte knapp ein Attentat auf ihn. Daher beauftragte er den Architekten Charles Garnier mit dem Bau eines weiteren Opernhauses, das für den Kaiser einen verdeckten Eingang bereithielte, wobei er in einem geschlossenen Pavillon aussteigen und ohne Kontakt mit dem Publikum zu seiner Loge gelangen konnte. Den Bauplatz bestimmte der Präfekt Georges-Eugène Haussmann im Rahmen der laufenden Umgestaltung der Metropole. Der Neubau der Opéra Garnier wurde von 1860 bis 1875 errichtet.  
In der Nacht vom 29. Oktober 1873 traf den Salle Le Peletier das gleiche Schicksal wie viele seiner Vorgänger: Er wurde durch ein Feuer zerstört, das 27 Stunden lang tobte, und das angeblich von der innovativen Gasbeleuchtung des Theaters ausging. 1875 wurde das neue Theater, heute bekannt als das Palais Garnier, eingeweiht.

### Uraufführungen

#### Opern
- 6. Februar 1822 Aladin ou La lampe merveilleuse von Nicolas Isouard
- 17. Oktober 1825 Don Sanche ou Le château d’amour von Franz Liszt
- 9. Oktober 1826 Le siège de Corinthe von Gioachino Rossini
- 26. März 1827 Moïse et Pharaon von Rossini
- 29. Februar 1828 La muette de Portici von Daniel-François-Esprit Auber
- 20. August 1828 Le comte Ory von Rossini
- 3. August 1829 Guillaume Tell von Rossini
- 21. November 1831 Robert le diable von Giacomo Meyerbeer
- 27. Februar 1833 Gustave III. ou Le bal masqué von Auber
- 23. Februar 1835 La Juive von Fromental Halévy
- 29. Februar 1836 Les Huguenots von Meyerbeer
- 5. März 1838 Guido et Ginevra ou La peste de Florence von Halévy
- 3. September 1838 Benvenuto Cellini von Hector Berlioz
- 1. April 1839 Le lac des fées von Auber
- 10. April 1840 Les martyrs von Gaetano Donizetti
- 2. Dezember 1840 La favorite von Donizetti
- 22. Dezember 1841 La reine de Chypre von Halévy
- 15. März 1843 Charles VI von Halévy
- 13. November 1843 Dom Sébastien, roi de Portugal von Donizetti
- 26. November 1847 Jérusalem von Giuseppe Verdi
- 16. April 1849 Le prophète von Meyerbeer
- 6. Dezember 1850 L’enfant prodigue von Auber
- 18. Oktober 1854 La nonne sanglante von Charles Gounod
- 13. Juni 1855 Les vêpres siciliennes von Verdi
- 12. Januar 1857 Il trovatore von Verdi, Pariser Fassung
- 9. März 1860 Pierre de Médicis von Józef Poniatowski
- 13. März 1861 Tannhäuser von Richard Wagner, Pariser Fassung
- 28. April 1865 L’Africaine von Meyerbeer
- 11. März 1867 Don Carlos von Verdi
- 9. März 1868 Hamlet von Ambroise Thomas
- 19. März 1869 Faust von Gounod, zweite Fassung mit Ballett

#### Ballette
- 12. März 1832 La Sylphide, Libretto von Adolphe Nourrit, Choreographie: Filippo Taglioni; Musik: Jean Schneitzhoeffer
- 21. September 1836 La fille du Danube, Choreographie: Filippo Taglioni; Musik: Adolphe Adam
- 23. September 1840 Le diable amoureux, Libretto von Saint-George, Choreographie: Joseph Mazilier; Musik: François Benoist et Napoléon Henri Reber
- 28. Juni 1841: Giselle, ou les Willis, Libretto von Théophile Gautier, Choreographie: Jean Coralli et Jules Perrot; Musik: Adolphe Adam
- 22. Juni 1842: La jolie fille de Gand, Libretto von Saint-Georges et Albert, Choreographie: Albert; Musik: Adolphe Adam
- 22. Februar 1843: La Péri, Choreographie: Jean Coralli; Musik: Friedrich Burgmüller
- 11. August 1845: Le diable à quatre, Libretto von Adolphe de Leuven, Choreographie: Joseph Mazilier; Musik: Adolphe Adam
- 1. April 1846: Paquita, Libretto von Paul Foucher, Choreographie: Joseph Mazilier; Musik: Edouard Deldevez
- 23. Januar 1856: Le corsaire, Libretto von Saint-Georges et Joseph Mazilier, Choreographie: Joseph Mazilier; Musik: Adolphe Adam
- 26. November 1860: Le papillon, Libretto von Saint-Georges, Choreographie: Marie Taglioni; Musik: Jacques Offenbach
- 12. November 1866: La Source, Libretto von Charles Nuitter, Choreographie: Arthur Saint-Léon; Musik: Léo Delibes und Ludwig Minkus
- 25. Mai 1870: Coppélia, Libretto von Charles Nuitter von Arthur Saint-Léon, Choreographie: Arthur Saint-Léon, Musik: Léo Delibes

## Galerie

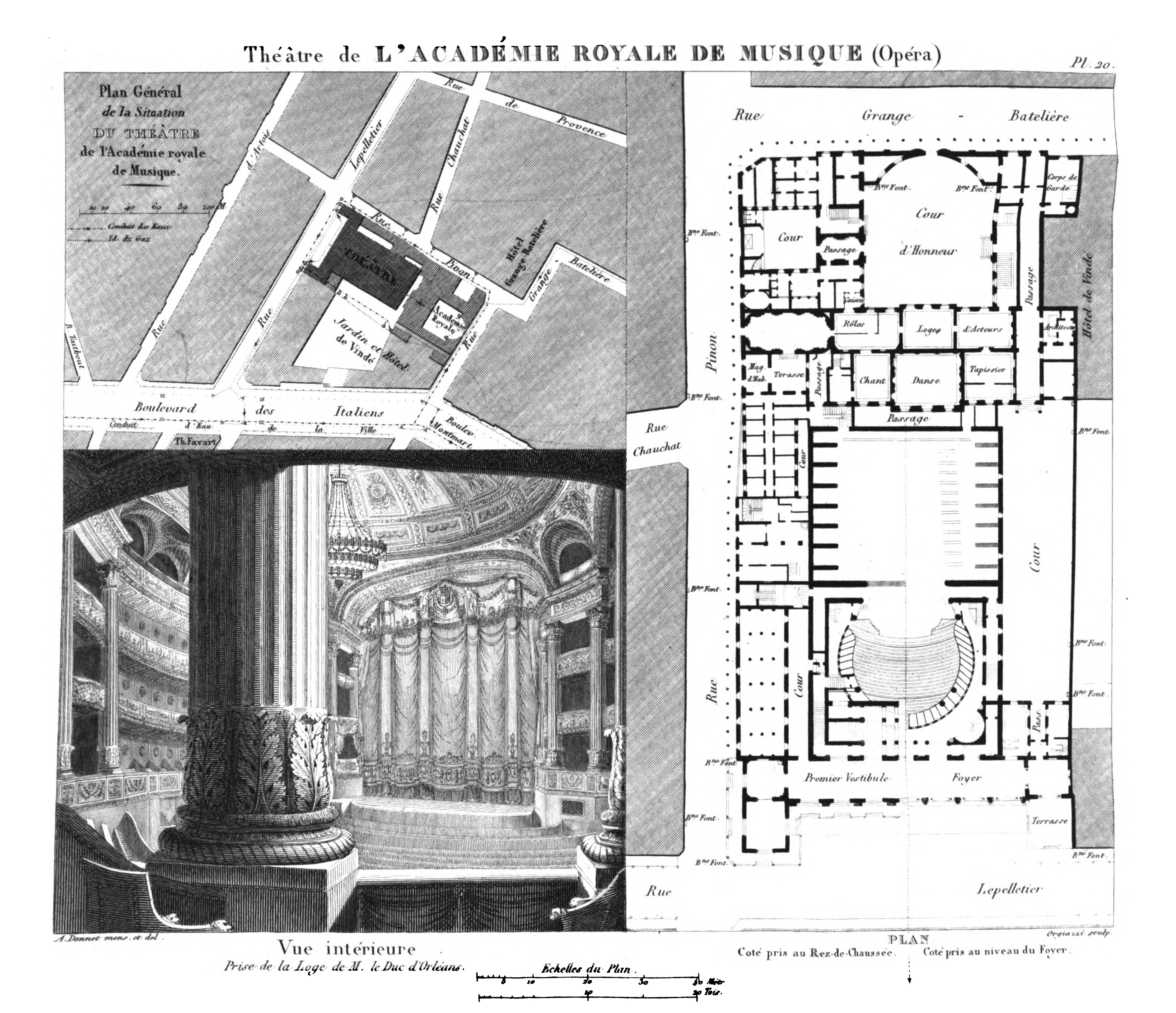
Innenansicht und Grundriss (1822)
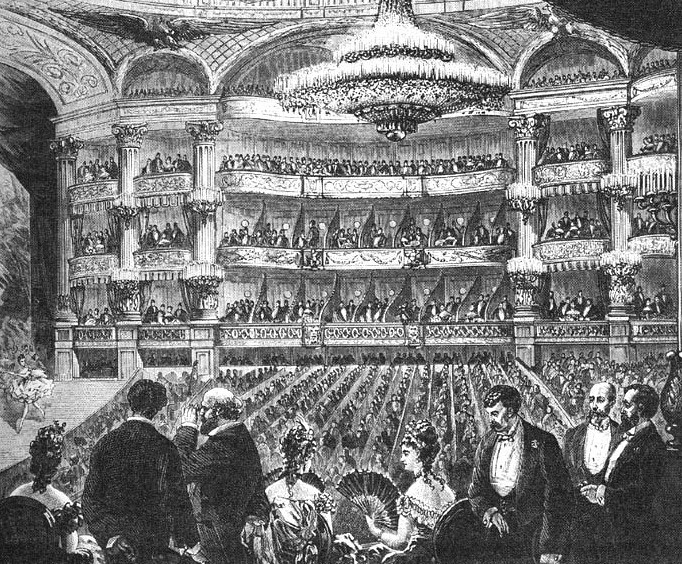
Lithographie der Grande Salle (1854)
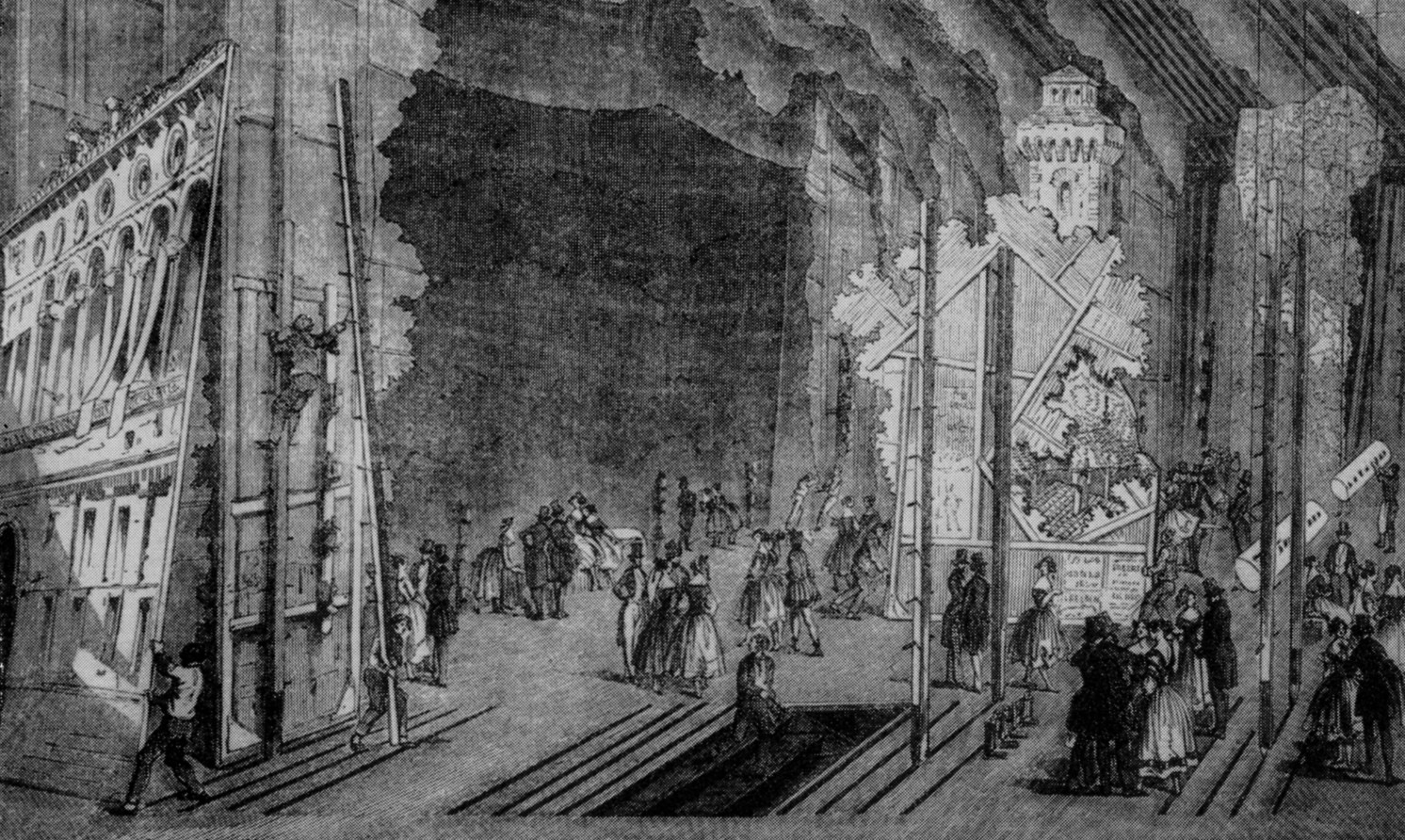
Blick von der Bühne (um 1855)
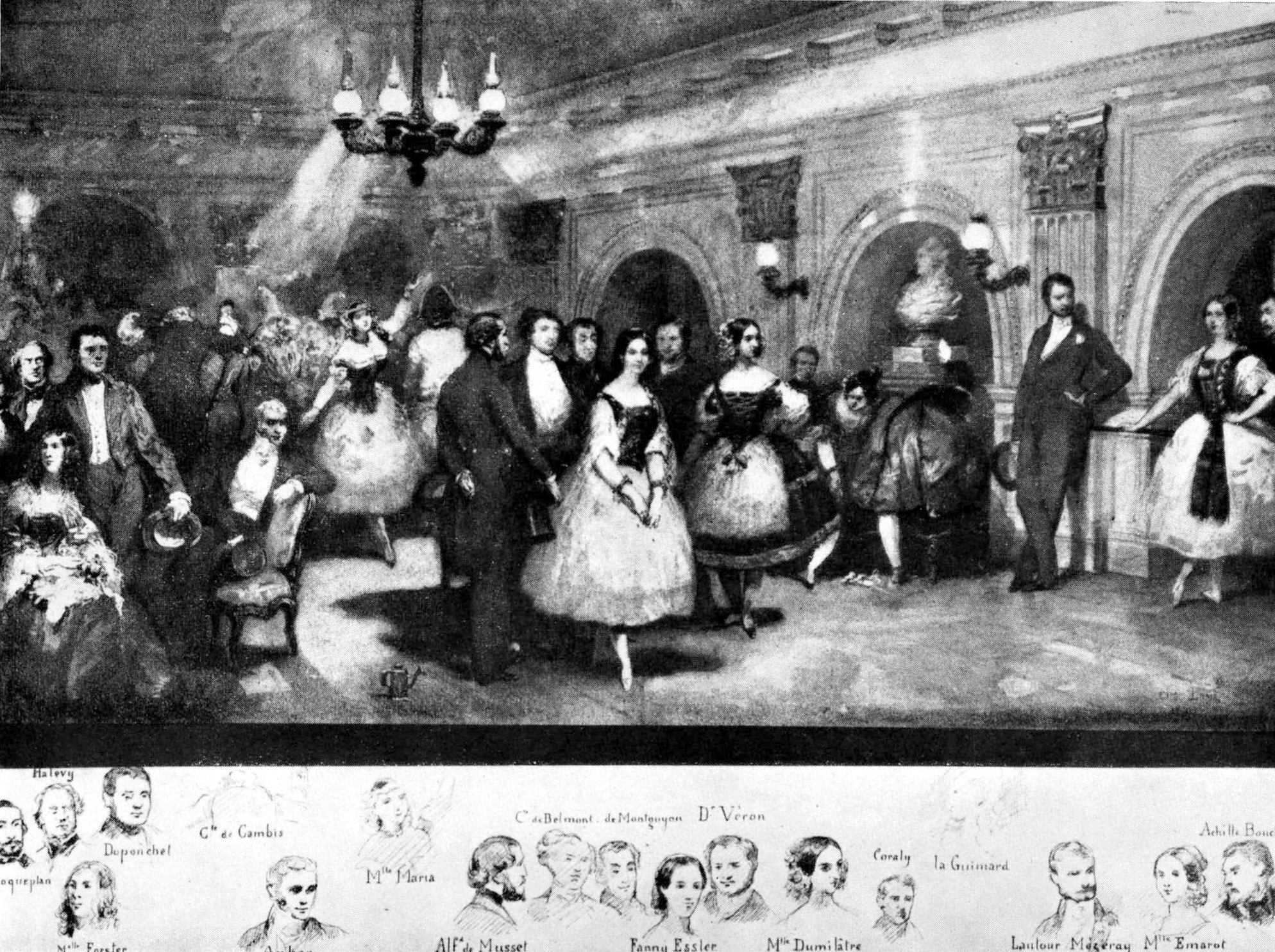
Lithographie Ballettsaal (1841)
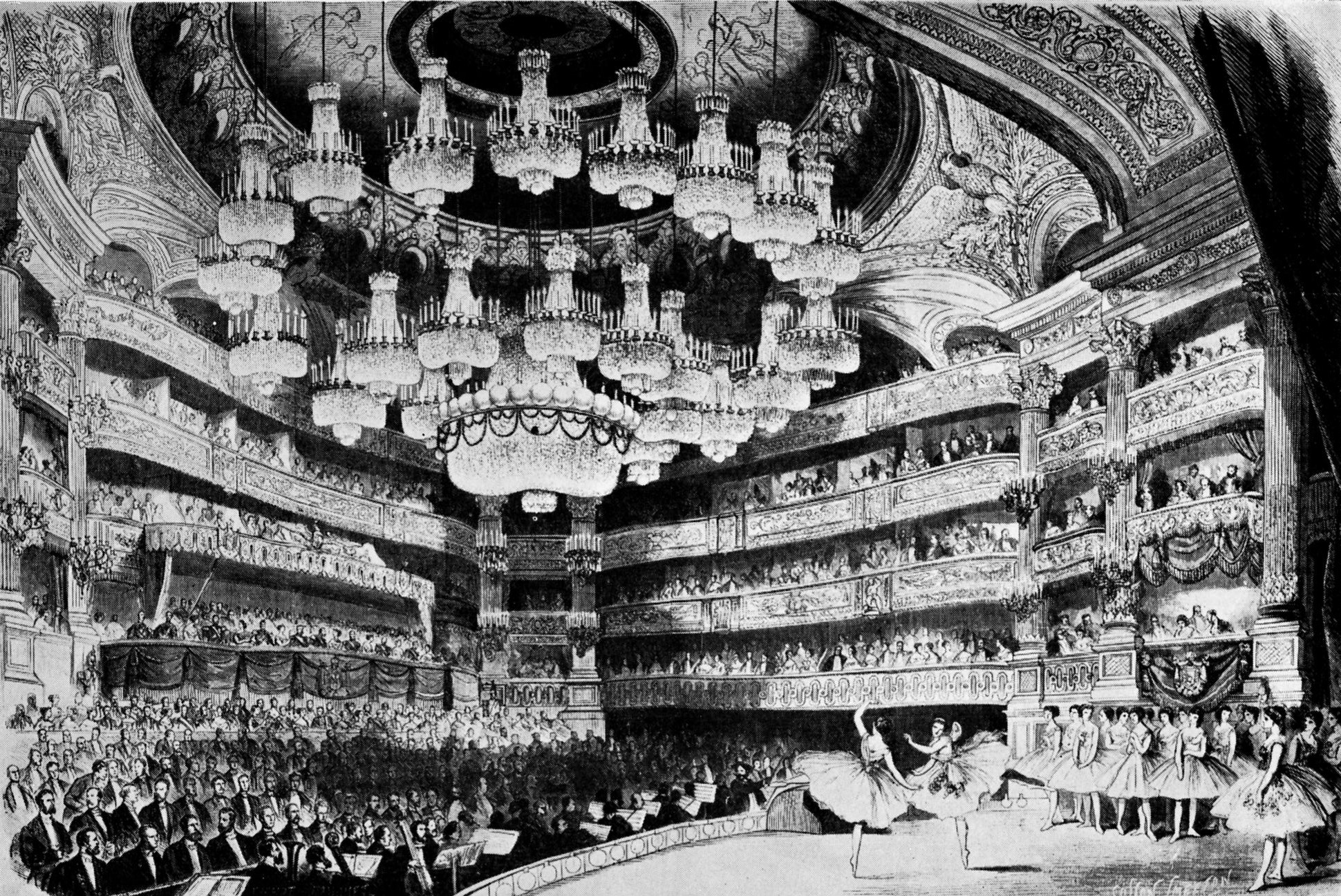
Besuch von Zar Alexander II. (1867)
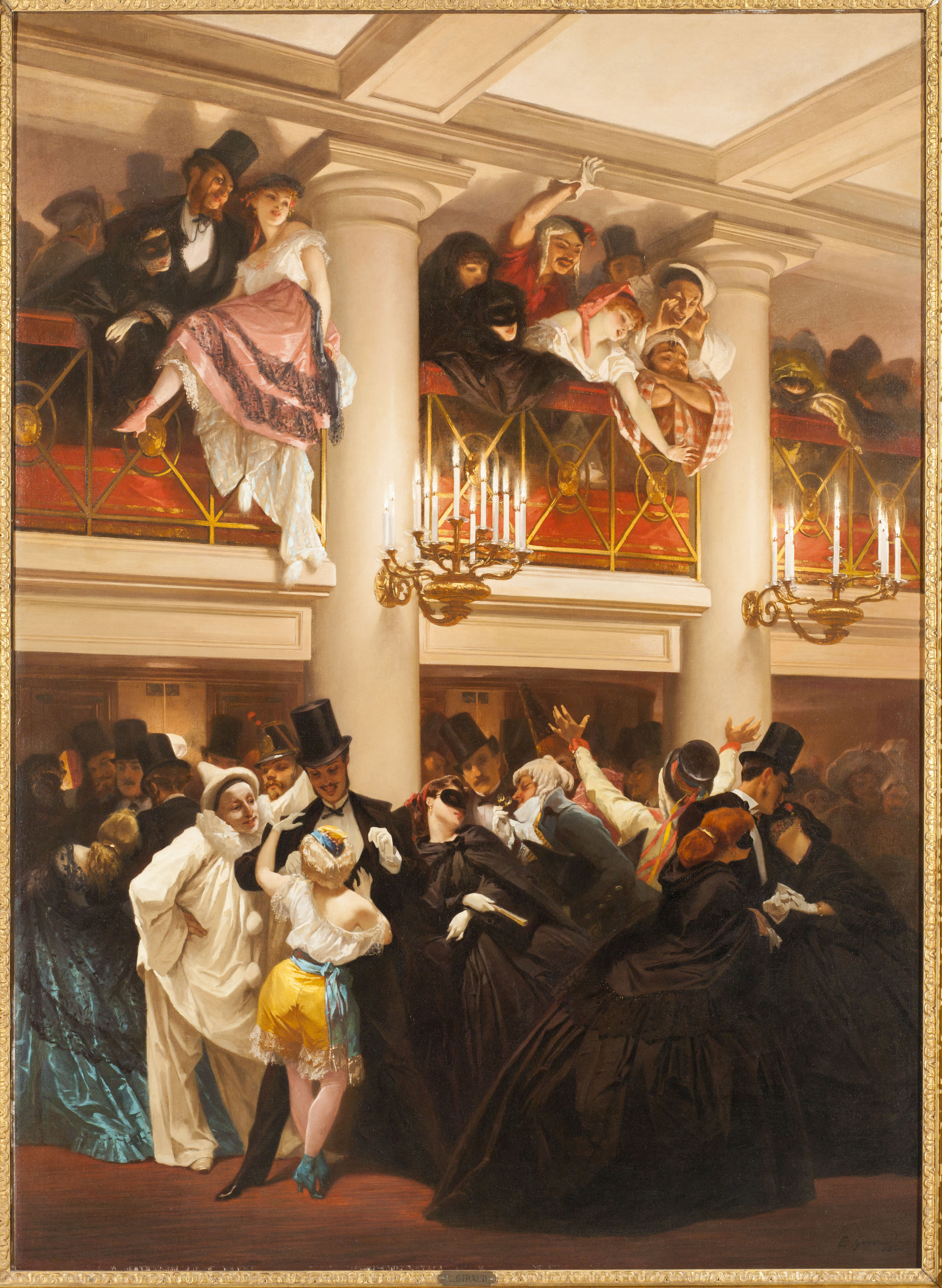
Im Foyer während des Opernballs (1866, von Eugène Giraud)
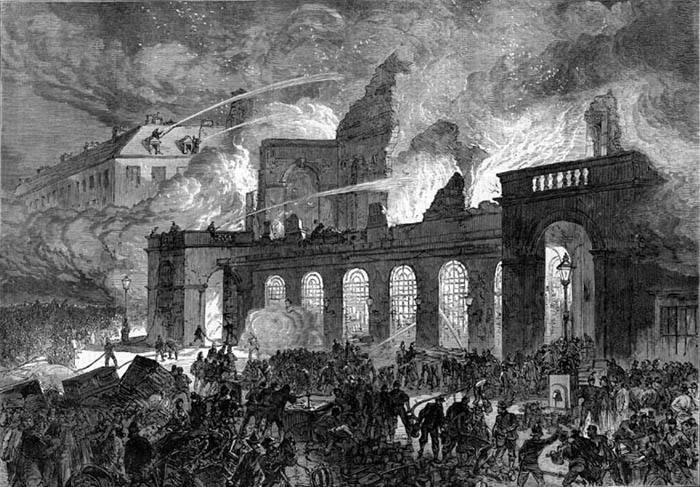
Brand am 29. Oktober 1873
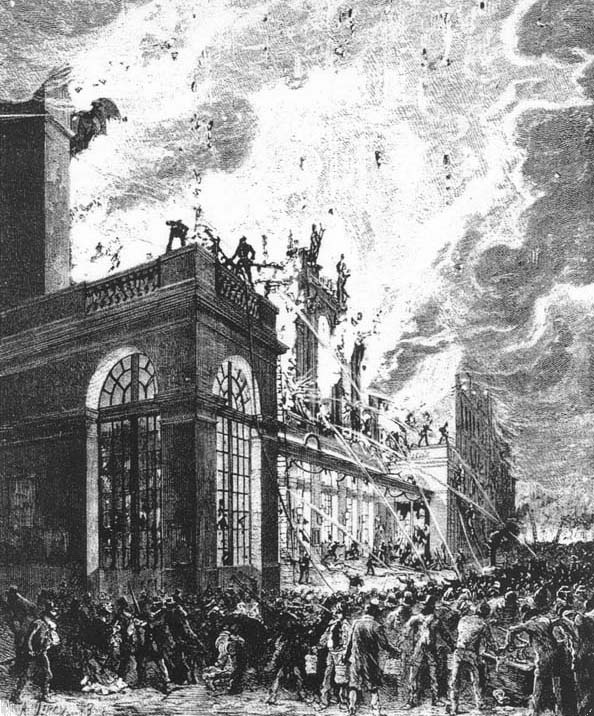
Feuer
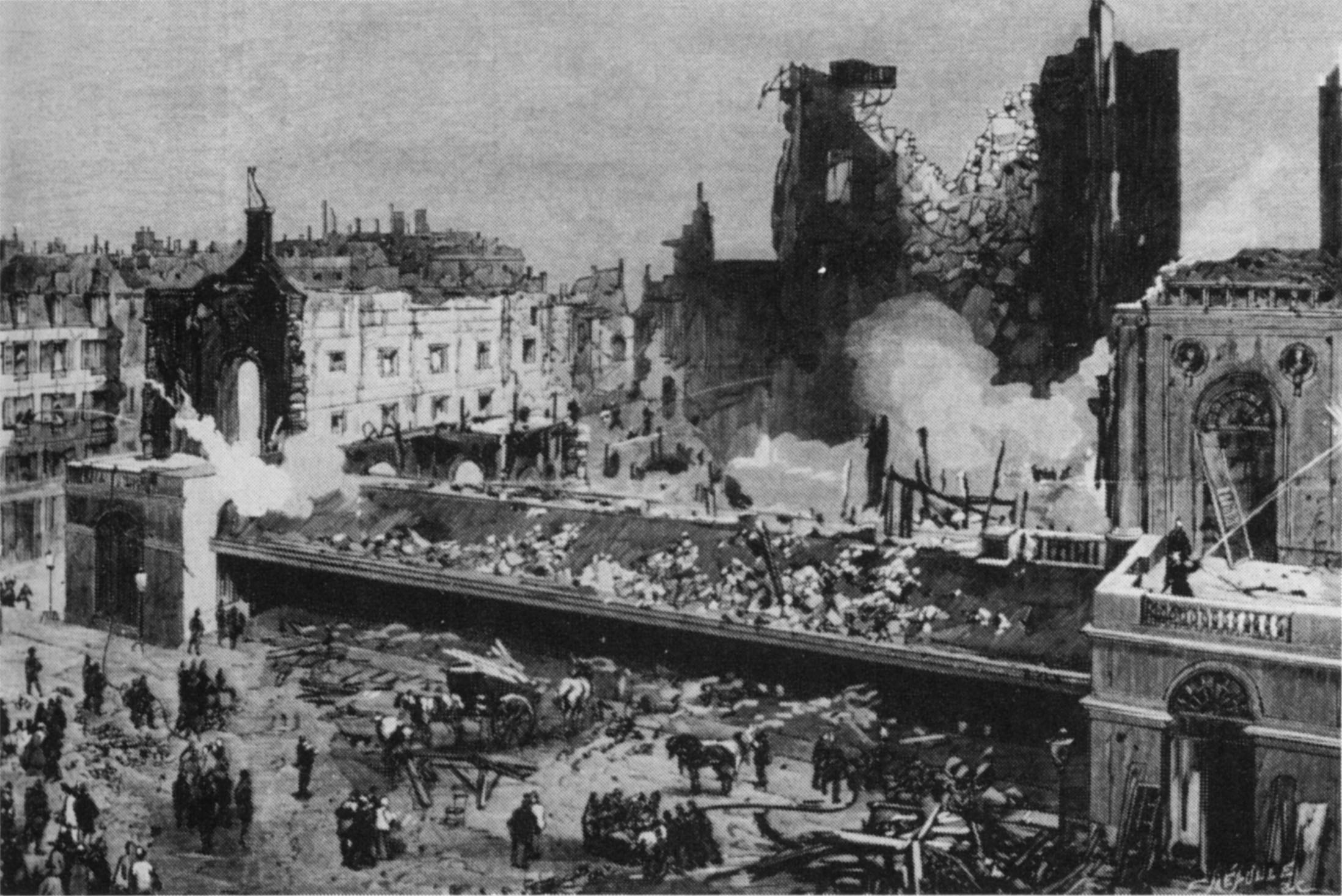
Nach dem Brand